# Рождественський (Кочковський район)
Рождественський (рос. Рождественский) — селище у Кочковському районі Новосибірської області Російської Федерації.
Входить до складу муніципального утворення Троїцька сільрада. Населення становить 62 особи (2010).

## Історія
Згідно із законом від 2 червня 2004 року органом місцевого самоврядування є Троїцька сільрада.

## Населення
| 2002 | 2007 | 2010 |
| ---- | ---- | ---- |
| 93   | ↘80  | ↘62  |